# IC 1531
IC 1531 ist eine linsenförmige Galaxie vom Hubble-Typ SB0 im Sternbild Sculptor am Südsternhimmel. Sie ist schätzungsweise 343 Millionen Lichtjahre von der Milchstraße entfernt.
Das Objekt wurde am 24. Mai 1898 von Lewis Swift entdeckt.